# Siam-Krokodil
Das Siam-Krokodil (Crocodylus siamensis) ist eine Art der Echten Krokodile (Crocodylidae). Die Art ist vom Aussterben bedroht.

## Merkmale

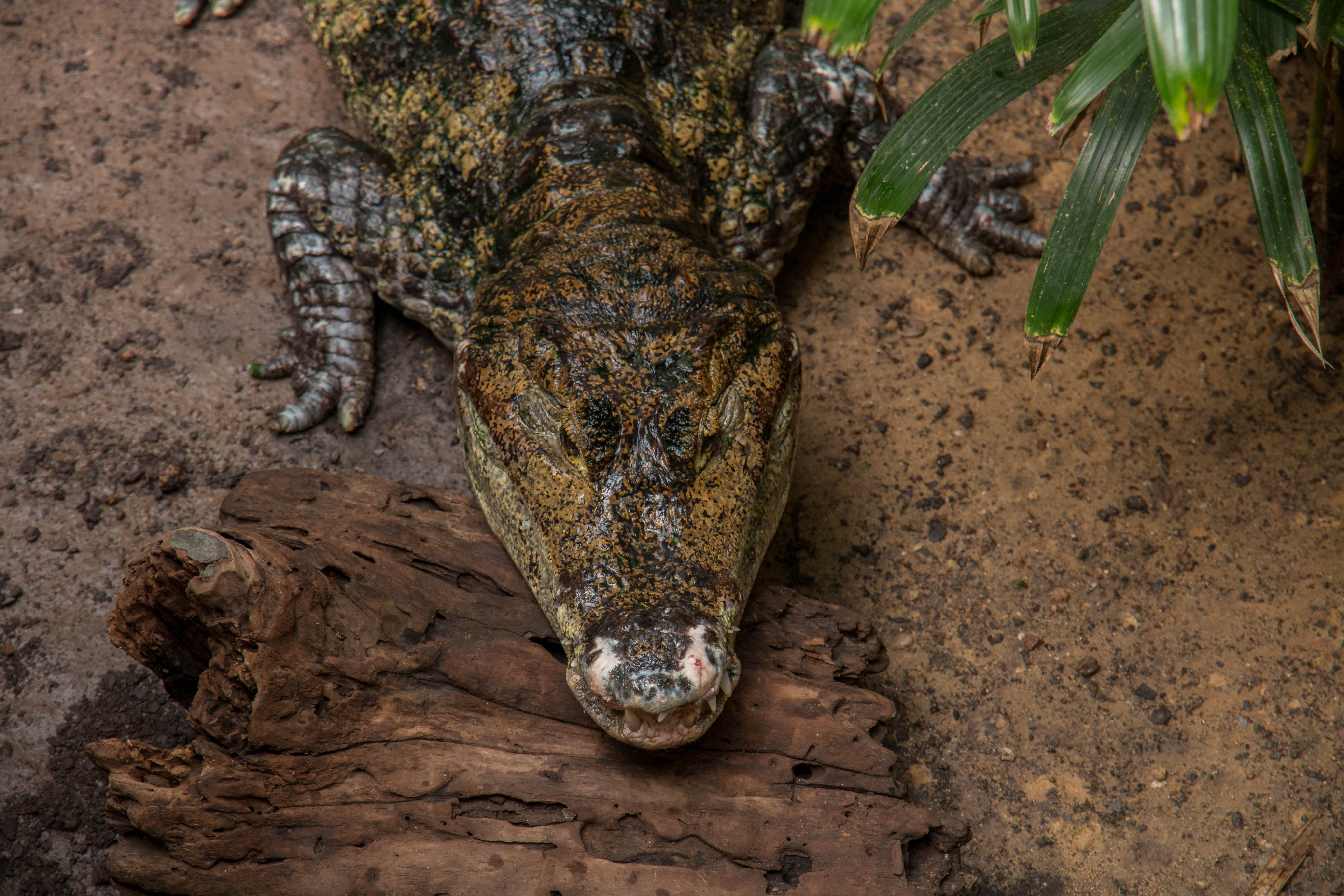
Kopf eines Siam-Krokodils

Das Siam-Krokodil erreicht eine Länge von unter vier Metern. Besonders die Jungtiere ähneln auf den ersten Blick dem Leistenkrokodil (Crocodylus porosus), unterscheiden sich aber von diesem durch die deutlich ausgeprägten vergrößerten Nackenschilde. Das Siam-Krokodil besitzt eine deutlich breitere Schnauze und mehrere Reihen von Querschildern an der Kehle.
Während Leistenkrokodile Salz- und Brackwasserbereiche bevorzugen, hält sich das Siamkrokodil ausschließlich in Süßwasserflüssen, -seen und -sümpfen auf.
Auf Krokodilfarmen in Thailand und Vietnam kam es beabsichtigt häufig zur Hybridisierung zwischen beiden vorgenannten Arten, in diesem Fall weisen die Hybriden Artmerkmale von Leistenkrokodil und Siamkrokodil auf. Diese Hybridkrokodile sind fortpflanzungsfähig und werden nach wie vor in sehr großer Zahl zum Zweck der Häutegewinnung besonders in Thailand und der VR China gezüchtet.

## Verbreitung

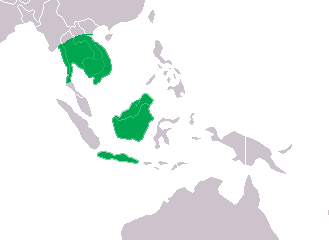
Ursprüngliche Verbreitung

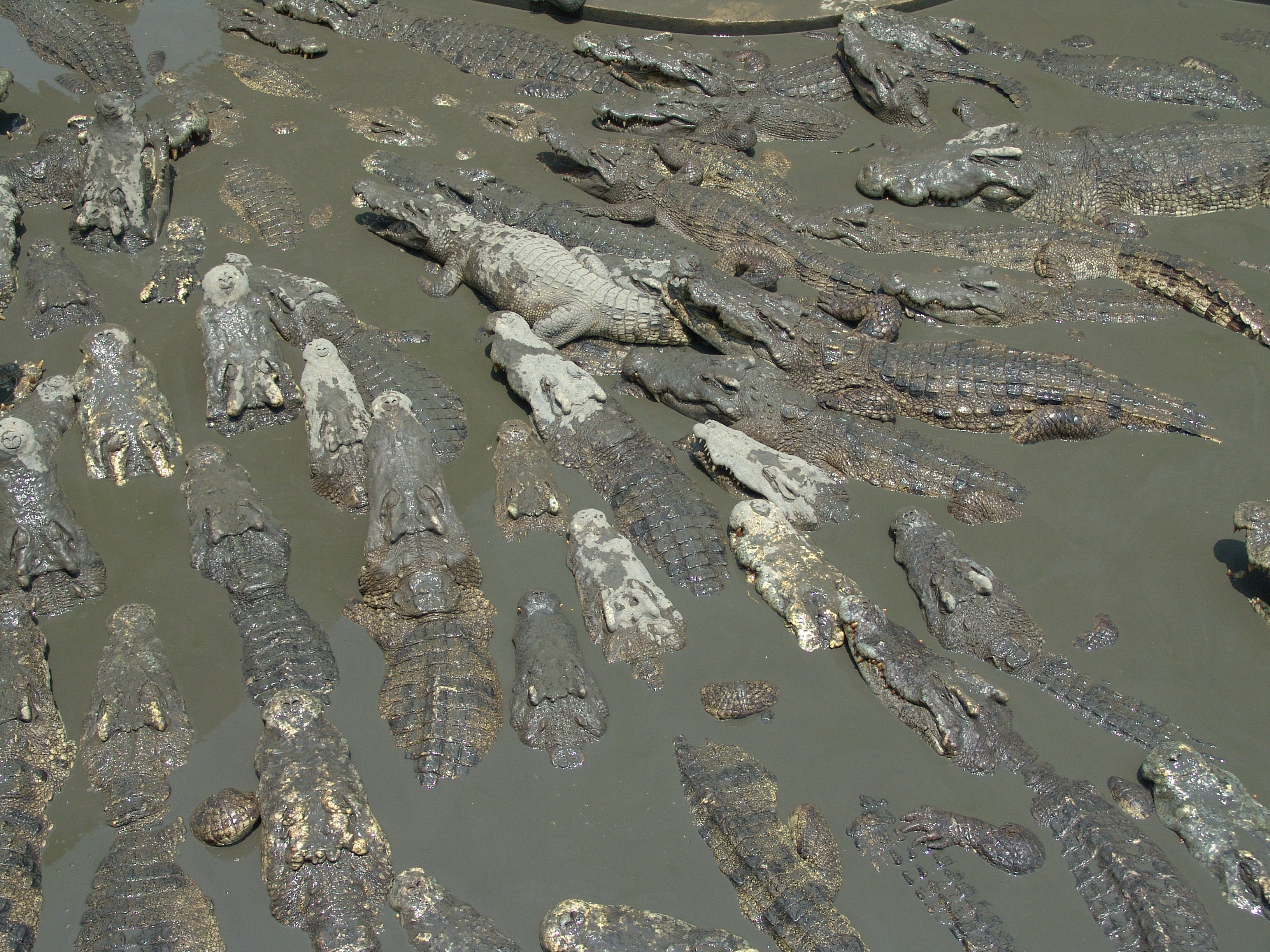
Ausgewachsene Siam-Krokodile im Schlamm

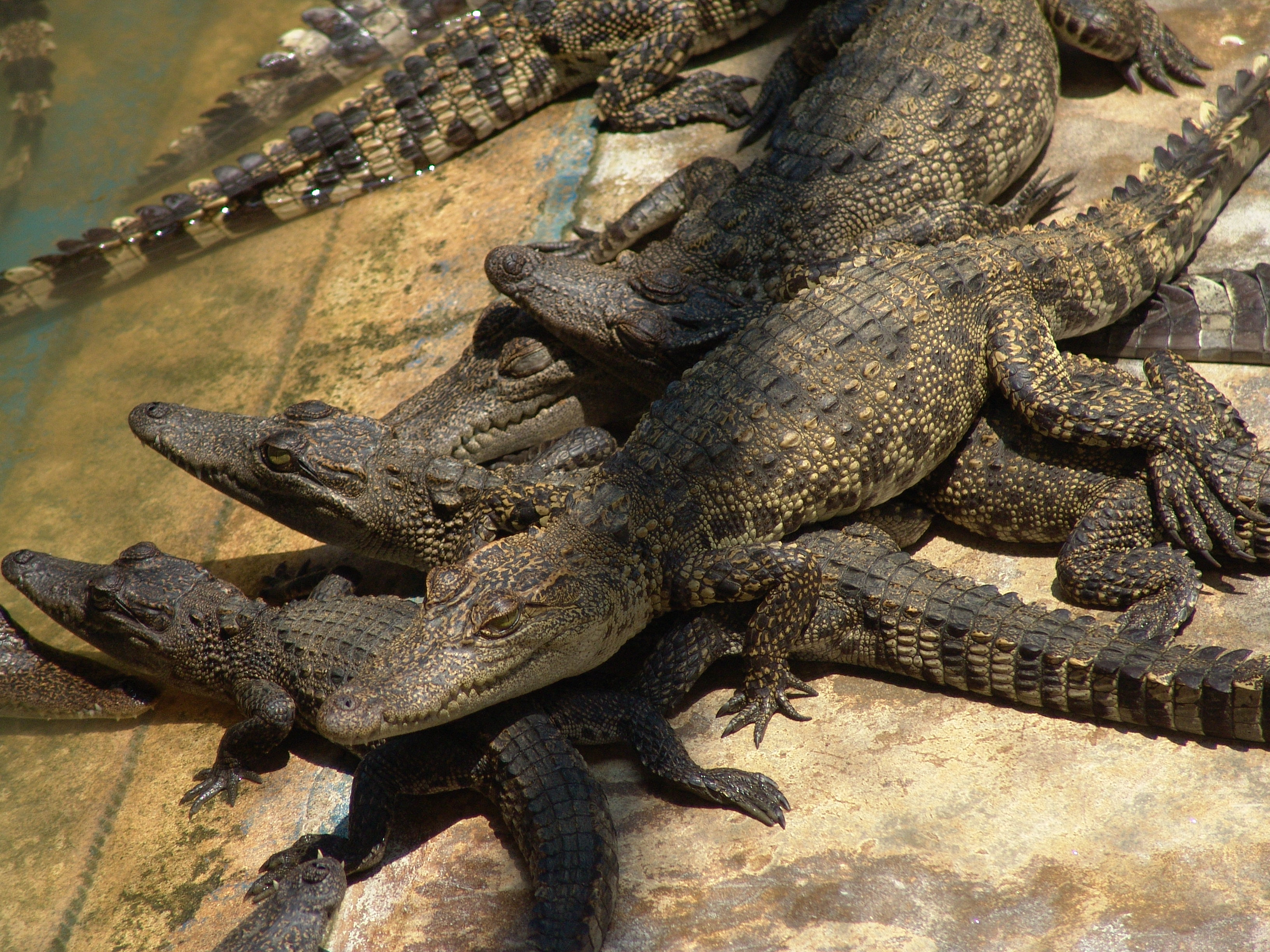
Jungkrokodile beim Sonnenbad

Das Siam-Krokodil lebt in Süßgewässern wie Flüssen, kleineren Seen und Sumpfbereichen. Sein Verbreitungsgebiet ist sehr begrenzt und beinhaltet Teile des südostasiatischen Festlandes von Thailand, Laos, Vietnam, Kambodscha und Malaya sowie einige indonesische Inseln. In freier Wildbahn ist es allerdings heute aufgrund von Jagd und Lebensraumverlust sehr selten. Heutzutage sind nur noch wenige kleine Populationen in Kambodscha, Laos, und Thailand, sowie ein Vorkommen auf Borneo bekannt. Die Vorkommen auf Java und in Vietnam sind ausgestorben, wobei es eine ausgewilderte Population im Cát Tiên Nationalpark in Vietnam gibt.

## Lebensweise
Wie die meisten anderen Krokodile ernährt sich das Siam-Krokodil von sehr unterschiedlichen Organismen des Wassers. Sein Spektrum umfasst dabei wahrscheinlich Insekten, Fische, andere Reptilien und Amphibien, Vögel sowie kleinere bis mittelgroße Säugetiere, genaueres ist allerdings nicht bekannt.
Zur Fortpflanzungszeit wird ein Hügelnest aus Pflanzenmaterialien gebaut, in dem die Eier abgelegt werden. In Gefangenschaft umfasst ein solches Nest 2 bis 30 Eier, die Nestgröße in der Wildnis ist unbekannt.

## Gefährdung
Die IUCN listet diese Art als Critically Endangered (vom Aussterben bedroht). Die Gesamtzahl der freilebenden Tiere ist unklar, wurde aber auf weniger als 1000 adulte Tiere geschätzt, mit abnehmenden Trend (Stand 2012). Dies ist auf den Handel mit Krokodilhäuten Mitte des 20. Jahrhunderts zurückzuführen. Heute ist die Art durch Lebensraumverlust und dem illegalen Sammeln von Eiern sowie Bejagung bedroht. Die Bestände in Kambodscha sind zusätzlich durch den Bau von Wasserkraftwerken gefährdet, die in den meisten Flusssystemen mit Siam-Krokodilvorkommen geplant werden. Manche dieser Bauvorhaben wurden bereits begonnen. Eine weitere Gefahr birgt die Hybridisierung mit aus Krokodilfarmen entkommenen Hybriden.
In Gefangenschaft scheint das Überleben der Art nicht gefährdet, allerdings scheinen Hybride mit dem Leistenkrokodil für die Zucht für den Handel mit Krokodilhäuten bevorzugt zu sein. Dies ist insofern kritisch, da das Überleben der Art in Krokodilfarmen von dem Wert der Art für den Handel mit den Häuten abhängt.
Im Mai 2024 konnten rund 106 Eier des Siam-Krokodils in einem Wildschutzgebiet in Kambodscha gefunden werden. Insgesamt sind 60 Babykrokodile geschlüpft.